# 30596 Amdeans
30596 Amdeans este un asteroid din centura principală de asteroizi.

## Descriere
30596 Amdeans este un asteroid din centura principală de asteroizi. A fost descoperit pe 17 august 2001 la Socorro, New Mexico, în cadrul proiectului LINEAR. Asteroidul prezintă o orbită caracterizată de o semiaxă mare de 2,21 ua, o excentricitate de 0,20 și o înclinație de 3,5° în raport cu ecliptica.